# Claude Gaspard Bachet de Méziriac
Claude Gaspard Bachet de Méziriac (9 de octubre de 1581-26 de febrero de 1638) fue un matemático francés.

## Biografía
Nació en la localidad gala de Bourg-en-Bresse.
Fue admitido en la Academia Francesa el 13 de marzo de 1634.
Fue el primer experto que analizó la solución de ecuaciones indeterminadas mediante fracciones continuas. También trabajó en la Teoría de números, y encontró un método para la construcción de cuadrados mágicos. Algunas fuentes fiables le otorgan la creación de la Identidad de Bézout.[¿quién?]
Se casó en 1612 y en 1635 fue nombrado miembro de la Academia de las Ciencias francesa.
Falleció el 26 de febrero de 1638.

## Obra

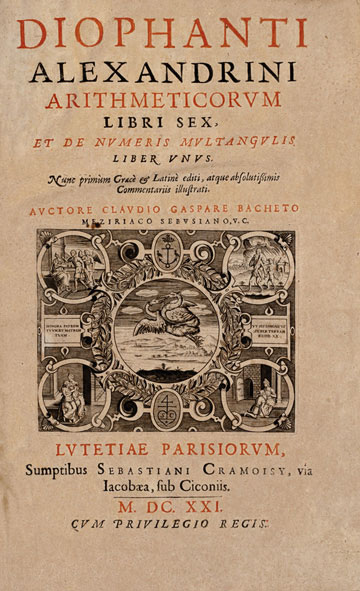
Página de la edición de 1621 del Diophantus' Arithmetica, traducido al latín por Claude Gaspard Bachet de Méziriac.

- Problèmes plaisants: la primera edición se publicó en 1612; una versión más completa y extensa se publicó en 1642. Contiene una interesante colección de trucos y curiosidades aritméticas, muchas de las cuales son mencionadas en la obra de matemáticos posteriores como W. W. Rouse Ball.[cita requerida]
- Les éléments arithmétiques. (inédito).[2]
- una traducción del griego al latín de la Arithmetica de Diofanto, (1621). Pierre de Fermat hizo su famosa anotación marginal en uno de estos preciosos ejemplares, en el que dijo "haber encontrado una gran luz".[cita requerida]